# Франк ван Хаттум
Франческо Марія ван Хаттум (англ. Francesco Maria van Hattum; нар. 17 листопада 1958, Нью-Плімут, Нова Зеландія) — новозеландський футболіст нідерландського походження, воротар.

## Клубна кар'єра
Франческо народився в Нью-Плімуті. На юнацькому рівні виступав за «Мотуроа». З 1976 року виступав за дорослу футбольну команду клубу «Манурева». Найбільшого успіху досяг у сезоні 1978 року, в якому здобув два трофеї: Кубок Четгема та Челлендж Трофі. Протягом 6 років за «Мануреву» зіграв 140 матчів. Сезон 1983 років провів у «Крайстчерч Юнайтед», де зіграв 20 матчів. Наступного сезону захищав ворота «Папатоетое». З 1985 року виступав за футбольну команду «Окленд Юніверсіті» у вищому дивізіоні чемпіонату країни. За університетську команду відзначився 41-м матчам, в якому відзначився 1 голом. У 1987—1989 роках виступав за «Маунт-Маунтгануі». Футбольну кар'єру завершив 1990 року в складі «Мануреви».
| Сезон | Клуб                 | Країна        | Змагання                                  | Матчі | Голи |
| ----- | -------------------- | ------------- | ----------------------------------------- | ----- | ---- |
| 1976  | «Манурева»           | Нова Зеландія | Другий дивізіон                           |       |      |
| 1978  | «Манурева»           | Нова Зеландія | Другий дивізіон                           |       |      |
| 1978  | «Манурева»           | Нова Зеландія | Другий дивізіон                           | 18    | 0    |
| 1979  | «Манурева»           | Нова Зеландія | Національна футбольна ліга Нової Зеландії | 21    | 0    |
| 1980  | «Манурева»           | Нова Зеландія | Національна футбольна ліга Нової Зеландії | 22    | 0    |
| 1981  | «Манурева»           | Нова Зеландія | Національна футбольна ліга Нової Зеландії | 20    | 0    |
| 1982  | «Манурева»           | Нова Зеландія | Національна футбольна ліга Нової Зеландії | 19    | 0    |
| 1983  | «Крайстчерч Юнайтед» | Нова Зеландія | Національна футбольна ліга Нової Зеландії | 20    | 0    |
| 1984  | «Папатоетое»         | Нова Зеландія | Національна футбольна ліга Нової Зеландії | 22    | 0    |
| 1985  | «Окленд Юніверсіті»  | Нова Зеландія | Національна футбольна ліга Нової Зеландії | 21    | 1    |
| 1986  | «Окленд Юніверсіті»  | Нова Зеландія | Національна футбольна ліга Нової Зеландії | 20    | 0    |
| 1987  | «Маунт-Маунтгануі»   | Нова Зеландія |                                           |       |      |
| 1988  | «Маунт-Маунтгануі»   | Нова Зеландія |                                           |       |      |
| 1989  | «Маунт-Маунтгануі»   | Нова Зеландія |                                           |       |      |
| 1990  | «Манурева»           | Нова Зеландія |                                           |       |      |

## Кар'єра в збірній
У футболці національної збірної Нової Зеландії дебютував 21 лютого 1980 року в переможному (2:0) поєдинку проти Фіджі. У 1980 році у складі Нової Зеландії виступав на Кубок націй ОФК. Під час турніру два матчі, проти Фіджі та Соломонових островів. У 1982 році Джон Едшгед викликав ван Хаттума на чемпіонат світу (незважаючи на те, що франк не зіграв жодного матчу в кваліфікації турніру), яка виступала в груповому етапі. Франк зіграв три матчі на групових етапах в поєдинках проти Шотландії, СРСР та Бразмлії. Востаннє в національній команді зіграв 2 листопада 1986 року в програному (1:2) матчі проти Австралії. У період з 1980 по 1986 рік зіграв у 28 офіційних матчах. За версією IFFHS другий найкращий голкіпер Океанії XX століття, після австралійця Марка Боснича
| Матчі та голи в збірній | Матчі та голи в збірній | Матчі та голи в збірній | Матчі та голи в збірній | Матчі та голи в збірній | Матчі та голи в збірній | Матчі та голи в збірній |
| #                       | Дата                    | Місце                   | Суперник                | Рахунок                 | Матчі                   | Змагання                |
| ----------------------- | ----------------------- | ----------------------- | ----------------------- | ----------------------- | ----------------------- | ----------------------- |
| 1.                      | 21.02.1980              | Лаутока                 | Фіджі                   |                         | 2:0                     | Товариський матч        |
| 2.                      | 27.02.1980              | Нумеа                   | Фіджі                   |                         | 0:4                     | Кубок націй ОФК 1980    |
| 3.                      | 29.02.1980              | Нумеа                   | Соломонові Острови      |                         | 6:1                     | Кубок націй ОФК 1980    |
| 4.                      | 20.08.1980              | Окленд                  | Мексика                 |                         | 4:0                     | Товариський матч        |
| 5.                      | 15.09.1980              | Ванкувер                | Канада                  |                         | 0:4                     | Товариський матч        |
| 6.                      | 17.09.1980              | Едмонтон                | Канада                  |                         | 0:3                     | Товариський матч        |
| 7.                      | 14.02.1982              | Крайстчерч              | Угорщина                |                         | 1:2                     | Товариський матч        |
| 8.                      | 15.06.1982              | Малага                  | Шотландія               |                         | 2:5                     | ЧС 1982                 |
| 9.                      | 19.06.1982              | Малага                  | СРСР                    |                         | 0:3                     | ЧС 1982                 |
| 10.                     | 23.06.1982              | Севілья                 | Бразилія                |                         | 0:4                     | ЧС 1982                 |
| 11.                     | 25.09.1983              | Окленд                  | Японія                  |                         | 3:1                     | Кв. ОІ 1984             |
| 12.                     | 01.10.1983              | Окленд                  | Китайський Тайбей       |                         | 2:0                     | Кв. ОІ 1984             |
| 13.                     | 07.10.1983              | Токіо                   | Японія                  |                         | 1:0                     | Кв. ОІ 1984             |
| 14.                     | 03.04.1984              | Крайстчерч              | Малайзія                |                         | 6:1                     | Товариський матч        |
| 15.                     | 08.05.1984              | Окленд                  | Малайзія                |                         | 0:0                     | Товариський матч        |
| 16.                     | 15.04.1984              | Сінгапур                | Саудівська Аравія       |                         | 1:3                     | Кв. ОІ 1984             |
| 17.                     | 19.04.1984              | Сінгапур                | Кувейт                  |                         | 0:2                     | Кв. ОІ 1984             |
| 18.                     | 22.04.1984              | Сінгапур                | Південна Корея          |                         | 0:2                     | Кв. ОІ 1984             |
| 19.                     | 24.04.1984              | Сінгапур                | Багамські Острови       |                         | 0:1                     | Кв. ОІ 1984             |
| 20.                     | 07.06.1985              | Окленд                  | Фіджі                   |                         | 2:0                     | Товариський матч        |
| 21.                     | 21.09.1985              | Окленд                  | Австралія               |                         | 0:0                     | Кв. ЧС 1986             |
| 22.                     | 05.10.1985              | Окленд                  | Китайський Тайбей       |                         | 5:1                     | Кв. ЧС 1986             |
| 23.                     | 12.10.1985              | Крайстчерч              | Китайський Тайбей       |                         | 5:0                     | Кв. ЧС 1986             |
| 24.                     | 26.10.1985              | Окленд                  | Ізраїль                 |                         | 3:1                     | Кв. ЧС 1986             |
| 25.                     | 03.11.1985              | Сідней                  | Австралія               |                         | 0:2                     | Кв. ЧС 1986             |
| 26.                     | 10.11.1985              | Тель-Авів               | Ізраїль                 |                         | 0:3                     | Кв. ЧС 1986             |
| 27.                     | 25.10.1986              | Окленд                  | Австралія               |                         | 1:1                     | Товариський матч        |
| 28.                     | 02.11.1986              | Сідней                  | Австралія               |                         | 1:2                     | Товариський матч        |

## Кар'єра футбольного функціонера
З 25 червня 2008 року займав посаду голови Футбольної асоціації Нової Зеландії. Займав посаду члена Комітету асоціацій ФІФА. 23 січня 2014 року Франк заявив про намір залишити займану посаду на засіданні комітету в лютому. 

## Особисте життя
Батько Френка, Фітс ван Хаттум — піонер футболу в Таранакі, переїхав з Нідерландів до Нової Зеландії в 1952 році. Три сестри Френка ван Хаттума — спортсменки: Грація Макінтош (до шлюбу — ван Хаттум) та Марі-Хосе Гріффіт (раніше — Купер) — футболістки, які виступали за збірну Нової Зеландії, а Стелла Пеннелл (раніше — Леніген) — каратистка, яка виступала, а потім тренувала збірну країни.

## Досягнення
«Манурева»
- Кубок Четгема
  -  Володар (1): 1978

- Челлендж Трофі
  -  Володар (1): 1978